# Friendship Playing Fields
Friendship Playing Fields – mały stadion piłkarski znajdujący się w Friendship, w parafii Saint Michael na Barbadosie. Posiada nawierzchnię trawiastą. Może pomieścić 1000 osób.